# Polizeistation (Palästina)

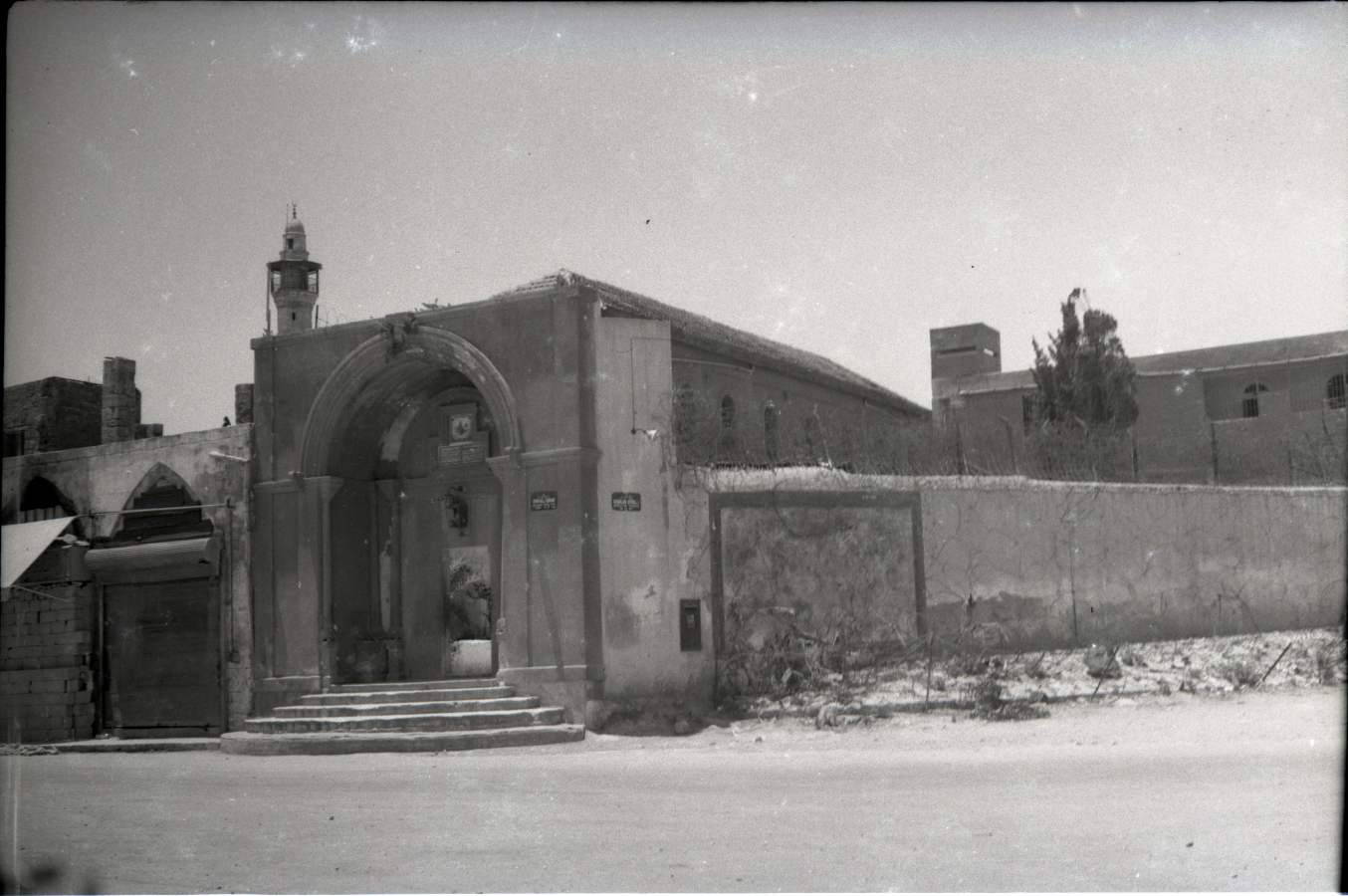
Polizeistation Jaffa 1947, erbaut im 16. Jahrhundert als osmanische Kışla auf Resten einer Kreuzfahrerburg

 Neben Polizeistationen in Palästina, welche die polizeiliche Ordnungsmacht der verschiedenen Ebenen, wie Kommunen, Landespolizei (Palestine Police) und besondere Bereiche (Bahnpolizei, Grenzpolizei), überall im Lande unterhielten, errichtete das Public Works Department für die Palestine Police im Großen Arabischen Aufstand (1936–1939), seinerzeit größte Erhebung gegen eine britische Kolonialverwaltung mit vielen tödlichen Gewaltakten gegen deren tatsächliche und vermeintliche Vertreter und gegen die Minderheit jüdischer Palästinenser, ab 1938 festungsartige Polizeiforts (arabisch قلعة تيغارت, DMG Qalʿat Tīġārt ‚Tegart-Burg‘, englisch Tegart fort, hebräisch מְצוּדַת טִיגָארְט Mətzūdat Tīgārt, deutsch ‚Tegart-Festung‘). Sie wurden nach einem Musterentwurf und unter Aufsicht von Sir Charles Tegart errichtet, einem Polizeiführer, der in Britisch-Indien Erfahrungen mit der Bekämpfung von Unruhen gesammelt hatte und 1937 zum Inspector-General (Generalinspekteur) der Palestine Police ernannt worden war.
Die Tegart-Forts waren darauf ausgerichtet, der Besatzung hinter dicken Stahlbetonkonstruktionen Schutz gegen Granatenbeschuss und feindliche Angriffe zu bieten und die Versorgung auch bei monatelangen Belagerungen sicherzustellen. In die Außenwände waren zur Verteidigung zahlreiche Schießscharten eingelassen. Alle Öffnungen waren mit massiven Stahlläden und Stahltüren gesichert. Charakteristisch war vielfach, dass das Bauwerk von einem massigen Festungsturm überragt wurde. Die kleinsten waren für eine Besatzung von rund Hundert Mann ausgelegt und die größeren konnten als Hauptquartiere dienen.

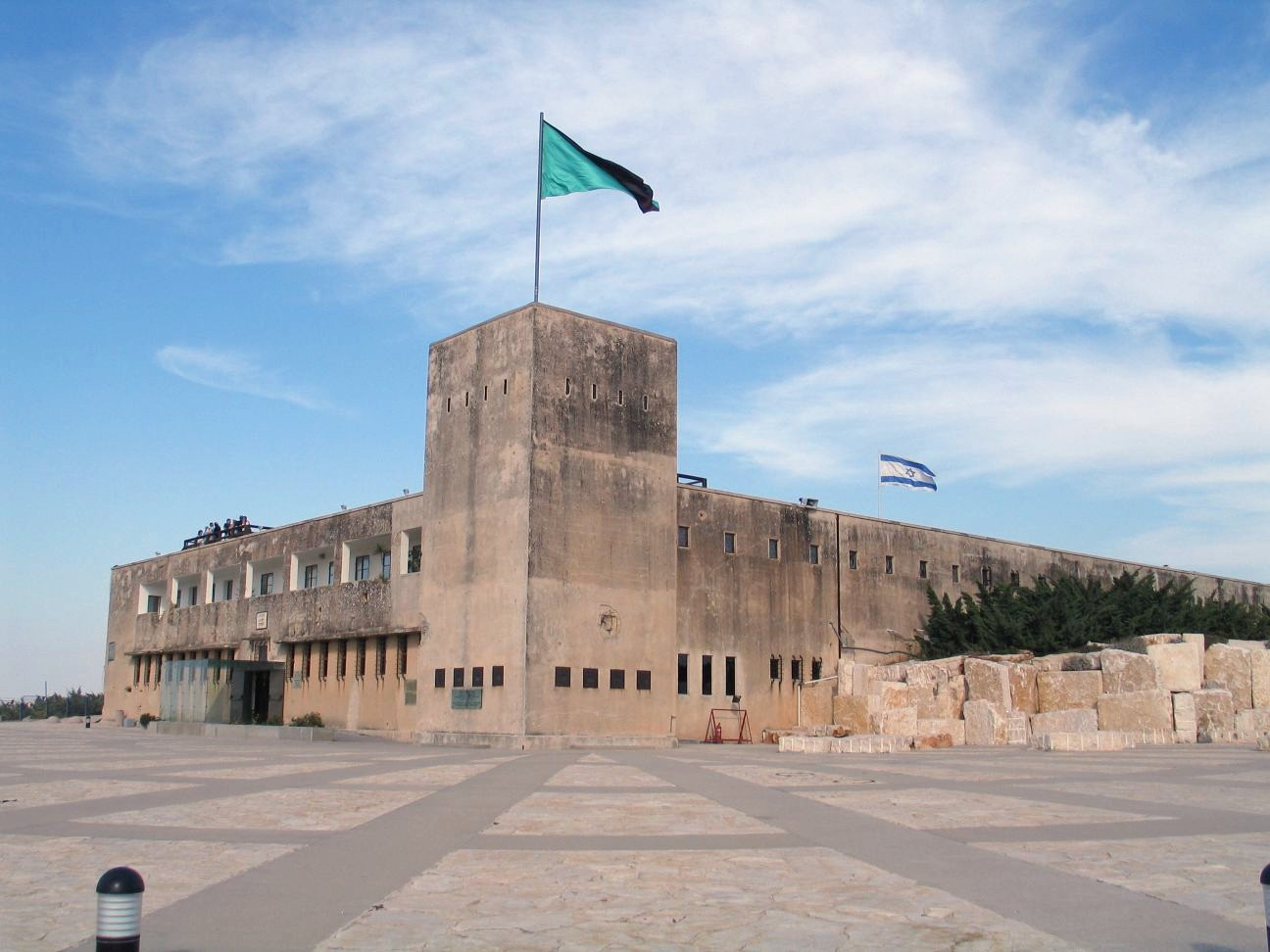
Das im Krieg 1948/1949 hart umkämpfte Polizeifort Latrun, heute Teil des Museums der israelischen Panzertruppe

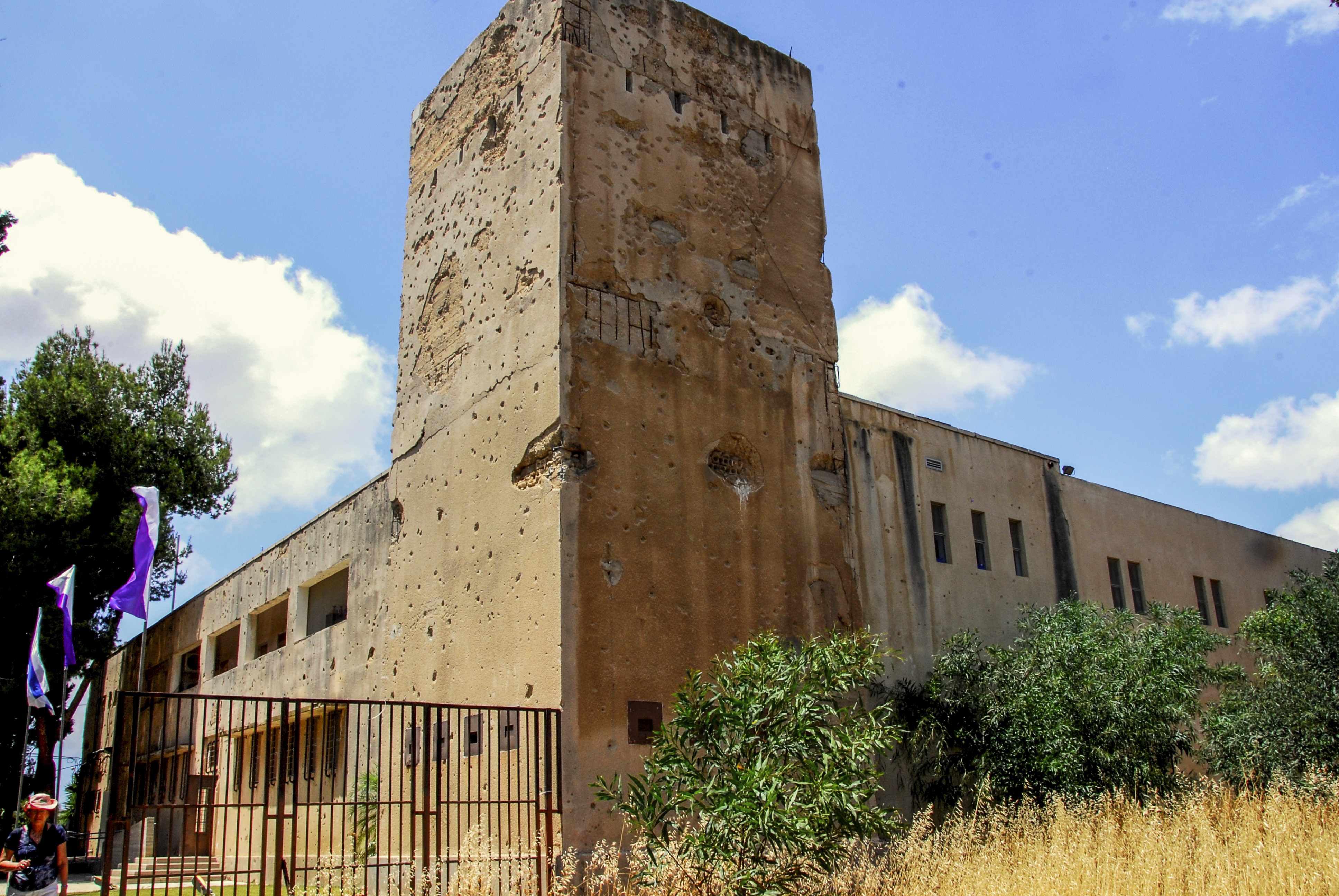
Tegart-Fort Iraq-Suwaydan, übersät von Einschüssen vom November 1948, heute Museum, 2011

Für 2,2 Millionen Palästina-Pfund wurden 69 solcher Tegart-Forts in erstaunlich kurzer Zeit errichtet. Die ersten entstanden an der Nordgrenze gegen den Waffenschmuggel aus den französischen Mandatsgebieten Libanon und Syrien, dem auch Tegarts Zaun wehren sollte. Andere Polizeiforts wurden an strategisch wichtigen Punkten wie Verkehrsknotenpunkten, Flussquerungen und Seehäfen errichtet. Deshalb bildeten Tegart-Forts regelmäßig die Etappenpunkte der gesicherter Verkehrsachsen (englisch security axes), die die britische Mandatsmacht ab 1940 einrichtete, um ihre Sicherheitskräfte besser geschützt bewegen zu können, wenn sie ausrückten, zunehmende Gewaltakte in Palästina zu bekämpfen.
Nach dem Abzug der britischen Mandatsmacht 1948 gingen die Polizeistationen teils in die Hände jüdischer, teils in die Hände arabischer bewaffneter Einheiten über. Am Sonnabend, den 15. Mai 1948, dem Tag nach der Unabhängigkeitserklärung Israels, marschierten ägyptische Armee, Arabische Legion, irakische Streitkräfte, Streitkräfte des Libanon und Syrisches Heer in Israel und Palästina ein und eröffneten den Krieg um Israels Unabhängigkeit, in dessen Verlauf einige Polizeiforts hart umkämpft waren, wie dasjenige von Latrun, das bei den Schlachten von Latrun den Zugang vom Kernland Israels an der Mittelmeerküste nach Jerusalem abriegelte.
Das Tegart-Fort namens ʿIraq Suwaydan (arabisch عراق سويدان, hebräisch מְצוּדַת יוֹאָב Mətzūdat Jōʾav, englisch Iraq-Suweidan) bei den Thermalbädern Chammei Joʾav in Sde Joʾav bei Negba, das die Straße in den Nord-Negev (heute Kvisch 35) (כְּבִישׁ לְּאֻמִי 35 Kvīsch Ləʾummī 35, deutsch ‚Nationalstraße ‘) kontrollierte, umkämpften die Streitkräfte Ägyptens und die israelische Givʿati-Brigade. Seit Ende der 1980er Jahre dient das Fort als Museum des Kriegs um Israels Unabhängigkeit, wo sich auch eine von zwei Gedenkstätten für ägyptische Gefallene dieses Kriegs auf israelischem Boden befindet. Im Verlauf des Krieges bewiesen die Tegart-Forts ihre Feuerkraft und ihre Widerstandsfähigkeit auch gegen heftigste Angriffe.
Viele von ihnen dienen immer noch als Polizeistationen, nunmehr der מִשְׁטֶרֶת יִשְׂרָאֵל Mischṭeret Jisraʾel. Manche wurden zu Gefängnissen umgewidmet und zwei Festungen sind nun Museen.